# Río Makera
El río Makera (del ruso: Макера) es un río de la Rusia europea meridional (república de Karacháyevo-Cherkesia), en el Cáucaso Norte, afluente por la izquierda del río Bolshaya Labá, constituyente del Labá, de la cuenca hidrográfica del Kubán.

## Curso
Tiene una longitud de 18 km y una cuenca de 75.1 km². Nace en las cumbres del Cáucaso Occidental, en el pico Makera, fronterizo con Abjasia. Su curso discurre en dirección predominantemente nordeste, desembocando en el Bolshaya Labá río abajo de Pjiya, a 97 km de su desembocadura.